# 膦基甲酸
膦基甲酸是一种不稳定的有机化合物，化学式为H2PCOOH。它于2018年首次在气相被检测到。它可由磷杂乙炔醇钠的水解或磷二氢化钠与二氧化碳的反应制得。计算表明，氨基甲酸（H2NCOOH）的氮原子被磷原子取代后，部分双键的C=N转变为单键C-P。它可以以配合物（(CO)5CrPH2COOH）的形式稳定存在。